# شهرک ذوالفقاری
شهرک ذوالفقاری، روستایی در دهستان دشت عباس بخش دشت عباس شهرستان دهلران در استان ایلام ایران است.

## جمعیت
بر پایه سرشماری عمومی نفوس و مسکن در سال ۱۳۹۵، جمعیت این روستا برابر با ۹۳۱ نفر (۱۸۲ خانوار) بوده‌است.